# طلوع ماه در رودخانه
طلوع ماه در رودخانه (کره‌ای: 달이 뜨는 강; لاتین‌نویسی اصلاح‌شده: Dari Tteuneun Gang) یک مجموعهٔ تلویزیونی کره جنوبی سال ۲۰۲۱ با بازی کیم سو-هیون، نا این-وو و لی جی-هون است. این مجموعه بر پایهٔ رمان شاهدخت پیونگ‌گانگ اثر کارگردان فیلم و فیلمنامه‌نویس چوی ساگیو است. این مجموعه از ۱۵ فوریه تا ۲۰ آوریل ۲۰۲۱، روزهای دوشنبه و سه‌شنبه ساعت ۲۱:۳۰ (کی‌اس‌تی) از کی‌بی‌اس۲ روی آنتن رفت و همچنین در ویو با زیرنویس‌های چند زبانه در دسترس است.

## خلاصه داستان
این سریال داستان عشق بین پرنسس پیونگگانگ و اون دال را بازگو می کند، شخصیت هایی از یک داستان کلاسیک گوگوریو.
پرنسس پیونگگانگ (کیم سو هیون) به عنوان یک شاهزاده خانم به دنیا آمد اما به عنوان یک قاتل بزرگ شد. او پس از اطلاع از حقیقت منشأ خود، برای به دست آوردن کشور و تاج و تخت واقعی خود از فسادی که بر آن حاکم شده است، مبارزه می کند.
مردی صلح طلب، اون دال (نا این-وو) دقیقاً برعکس شاهزاده خانم جنگجو است. اما وقتی آن دو عاشق یکدیگر می شوند، اون دال می بیند که اصول خود را رها می کند تا او را ایمن نگه دارد. تلاشی که به طور فزاینده ای دشوار به نظر می رسد، زیرا بازیکنان از همه طرف ها در یک نبرد مرگبار برای تاج و تخت همگرا می شوند.

## بازیگران

### اصلی
- کیم سو-هیون در نقش شاهدخت پیونگ‌گانگ / یوم گا-جین (دختر پادشاه پیونگ وون و خواهر پادشاه یونگ‌یانگ)[۱۱]
  - هو جونگ-اون در نقش جوانی شاهدخت پیونگ‌گانگ[۱۲]
  - جونگ یون-ها در نقش کودکی شاهدخت پیونگ‌گانگ
- نا این-وو در نقش اون دال[الف]
  - سو دونگ-هیون در نقش جوانی اون دال[۱۲]
- لی جی-هون در نقش ژنرال گو گون
  - پارک مین-سانگ در نقش جوانی گو گون[۱۲]
- کیم پوب-لائه در نقش پادشاه پیونگ‌وون
- کوان هوا-وون در نقش پادشاه یونگ‌یانگ

## پخش بین‌المللی
در ۳۰ مارس ۲۰۲۱، کی‌بی‌اس اعلام کرد که حقوق پخش طلوع ماه در رودخانه به ۱۹۰ کشور، از جمله از طریق پلتفرم اوتی‌تی ویو فروخته شده‌است. در ۲۷ اوت ۲۰۲۱، ان‌اچ‌کی یک مقاله منتشر کرد که محتوای آن در مورد پخش طلوع ماه در رودخانه در ژاپن از طریق ان‌اچ‌کی بی‌اس پریمیوم از تاریخ ۳۱ اکتبر ۲۰۲۱ بود و دوبلهٔ ژاپنی به همراه زیرنویس کره‌ای خواهد داشت.